# Ctenophilus oligopodus
Ctenophilus oligopodus är en mångfotingart som först beskrevs av Demange 1963.  Ctenophilus oligopodus ingår i släktet Ctenophilus och familjen småjordkrypare.
Artens utbredningsområde är Elfenbenskusten. Inga underarter finns listade i Catalogue of Life.